# Virginia López (Triathletin)
Virginia López (* 1980) ist eine uruguayische Triathletin.
Virginia López belegte beim ITU Triathlon Pan American Cup in La Paz mit einer Zeit von 02:27:58 Stunden den siebten Rang. Sie nahm mit der uruguayischen Mannschaft an den Südamerikaspielen 2006 in Buenos Aires teil und beendete den Triathlon auf dem 13. Platz. Im Folgejahr wurde sie zunächst im März bei den Südamerikameisterschaften in Salinas 14. und erreichte eine Woche später Rang 11 beim ITU Triathlon Pan American Cup in Lima mit einer Zeit von 02:10:46 Stunden. Es folgte ein neunter Platz im April 2007 in Buenos Aires. Sodann gehörte López im Juli 2007 dem Aufgebot Uruguays bei den Panamerikanischen Spielen 2007 in Rio de Janeiro an. Dort beendete sie das Rennen als 25. Erneut war sie Teil des Teilnehmerfeldes bei den Südamerikaspielen 2010 in Medellín und erreichte Rang 15. Im Juni 2011 startete sie zunächst bei den Iberoamerikanischen Meisterschaften, beendete den dortigen Wettkampf aber nicht. Eine Woche später klassierte López bei den Karibischen Meisterschaften in Guatape auf Platz 13, ehe sie erneut eine Woche darauf Zehnte beim ITU Triathlon Pan American Cup in Coteau du Lac wurde. Auch bei den Panamerikanischen Spielen 2011 war sie Mitglied des uruguayischen Teams in Guadalajara. In diesem Wettbewerb wurde sie jedoch disqualifiziert.